# Hervé Bodilis
 (mars 2008).
Si vous disposez d'ouvrages ou d'articles de référence ou si vous connaissez des sites web de qualité traitant du thème abordé ici, merci de compléter l'article en donnant les références utiles à sa vérifiabilité et en les liant à la section « Notes et références ».
Hervé Bodilis est un réalisateur et producteur français de films pornographiques né le 6 juillet 1966.

## Débuts
Hervé Bodilis a commencé sa carrière de photographe en agence de presse spécialisée dans le show-biz et en faisant des books de comédiens. C’est en 1986, en réalisant des photos à la demande d’une actrice X, qu’il se tourne vers l’érotisme. Il devient alors à la fois photographe pour des magazines de charme et photographe dans un groupe de presse gay.  C’est lors d’un de ses voyages pour un reportage photos qu’Hervé découvre la Hongrie, où il restera pendant quatre ans. Il est remarqué 10 ans plus tard par la société américaine Hustler qui lui propose de devenir réalisateur de films X, tout en restant photographe de plateau. Il travaille un temps pour une société spécialisée par les films porno gays, avant de passer au X hétérosexuel.

## Collaboration avec Marc Dorcel
En 2000, il propose son film Alexandra en distribution chez Marc Dorcel. En 2003 Hervé Bodilis devient le premier réalisateur en contrat d’exclusivité chez Marc Dorcel. Grégory Dorcel lui confie alors la réalisation d'une série de films.
En 2005, Hervé réalise son premier film scénarisé Les Deux Sœurs avec Oksana, Dorcel Girl 2005 et Nina Roberts qui se partagent le premier rôle. Puis il enchaîne, en 2006, avec la réalisation de French ConneXion, avec entre autres Katsuni et  Yasmine, puis en 2007 avec Casino-No-Limit, considéré comme le plus gros budget du X français à ce jour (230 000 €), et mettant en scène pour la première fois les deux « Dorcel Girls », Yasmine et Melissa Lauren.
La série Fuck V.I.P.  crée en 2006, met en scène uniquement des scènes lesbiennes, avec des actrices qui ne tournent que dans des films érotiques ou qui posent habituellement pour des magazines de charme.
Il tourne la série Dorcel Airlines qui, à l’image de toutes compagnies aériennes, a son logo, ses avions, ses uniformes et ses équipes d’hôtesses de l’air. Le second volet, avec Yasmine en chef de cabine, est sorti en juin 2008. Le troisième volet de la série, Dorcel Airlines First Class, est sorti en mai 2009.

## Récompenses
- La série Pornochic remporte le trophée de la meilleure série européenne à Prague et à Bruxelles en 2005[3].
- La série Russian Institute remporte l’X Award de la meilleure série européenne à Bruxelles en 2008[3].
- Vénus de Berlin octobre 2007 : Hervé Bodilis reçoit le trophée du meilleur réalisateur européen[4]
- Festival international de l'érotisme de Bruxelles 2018 : French ConneXion Remporte l'X Award 2008 du meilleur DVD.
- Festival international de cinéma érotique de Barcelone juin 2008 : prix du meilleur réalisateur et meilleur film pour le film Casino-No-Limit[5].
- Eroticline Awards (Berlin) octobre 2008 : prix du meilleur réalisateur européen et meilleur film pour le film Casino-No-Limit[6]
- XBIZ Awards 2014 : meilleur réalisateur européen de l'année[7]
- XBIZ Awards 2015 : meilleur réalisateur européen de l'année[8]
- AVN Award 2015 : meilleur réalisateur de film étranger pour Anissa Kate La Veuve[9]
- AVN Award 2018 : meilleur  réalisateur de film étranger pour L'Héritière coréalisé avec Pascal Lucas[9]

## Filmographie sélective
- 2017 : Les nuits d'une bourgeoise
- 2016 : L'Héritière
- 2016 : Claire, apprentie soumise
- 2016 : L'Infiltrée
- 2015 : luxure,initiations de jeunes libertines
- 2013 : Soubrettes Services: Lola, au plaisir de monsieur
- 2011 : Orgy : The XXX championship (coréalisé avec Paul Thomas et Christophe Clark)
- 2011 : Anna, apprenti soubrette
- 2010 : Mademoiselle de Paris
- 2010 : Soubrettes Services : Spécial Stars
- 2009 : Dorcel Airlines First Class
- 2009 : Story of Laly
- 2008 : Fuck VIP Toxic Angels
- 2008 : Russian Institute Hoildays
- 2008 : Story of Lou Ravage
- 2008 : Dorcel Airlines 2 Paris / New York
- 2008 : Casino-No-Limit
- 2008 : Story of Megane
- 2007 : Dorcel Airlines
- 2007 : Pornochic 15 Melissa Lauren
- 2007 : Russian Institute Special Camping
- 2007 : Pornochic 14 Yasmine
- 2007 : Story of Virginie
- 2007 : Fuck VIP LSD
- 2007 : Fuck VIP Extasy
- 2006 : French ConneXion
- 2006 : Fuck VIP Cockaine
- 2006 : Story of Yasmine
- 2006 : Pornochic 13 Sophie
- 2006 : Story of Sophia
- 2006 : Russian Institute 8
- 2006 : Pornochic 12 Katsuni
- 2006 : The Twins (les Jumeaux) - film Gay
- 2006 : Russian Institute 7
- 2004 : Sophie et Clara infirmières de nuit
- 2004 : 18 ans - film Gay
- 2001 : Air Force Hard - film Gay
- 2000 : Alexandra
- 1999 : Christophe